# 懐徳堂記念会
一般財団法人懐徳堂記念会（かいとくどうきねんかい）は、明治44年（1911年）に設立された団体。大正5年（1916年）から昭和20年（1945年）まで重建懐徳堂を運営し、現在は懐徳堂に関する研究・顕彰活動や一般向けの教養講座を行っている。

## 沿革
- 明治44年（1911年）西村天囚らの呼びかけにより任意団体として発足。
- 大正2年（1913年）永田仁助を理事長とする財団法人として認可。
- 大正5年（1916年）懐徳堂を再建（重建懐徳堂）。
- 大正12年（1923年）外郭団体として懐徳堂堂友会を発足。
- 昭和20年（1945年）大阪大空襲により懐徳堂校舎を焼失。
- 昭和24年（1949年）蔵書と職員を大阪大学へ移管。
- 昭和58年（1983年）懐徳堂堂友会を解散。懐徳堂友の会が発足。
- 平成8年（1996年）懐徳堂友の会を財団法人懐徳堂記念会に統合。

2010年現在、西川善文（元日本郵政代表執行役社長）が理事長を務めている。

## 歴代理事長
- 永田仁助
- 小倉正恒
- 今村荒男
- 上野精一
- 北沢敬二郎
- 堀田庄三
- 伊部恭之助
- 巽外夫
- 西川善文